# Olivengrå tinamu
Olivengrå tinamu (latin: Tinamus solitarius) er en fugleart, der lever i det østlige Sydamerika.